# Запотоцький Сергій Петрович
Запотоцький Сергій Петрович (*1 жовтня 1976 року) — український економіко-географ, доктор географічних наук, професор кафедри економічної та соціальної географії (з 2015 року), декан Географічного факультету Київського національного університету імені Тараса Шевченка (з січня 2021).

## Біографія
Народився 1 жовтня 1976 року в Каневі Черкаської області. Закінчив у 1998 році географічний факультт Київського університету. Працював у Київському університеті в 2002–2007 роках асистентом, з 2007 року працює доцентом кафедри економічної та соціальної географії. Кандидатська дисертація «Територіальна організація продовольчого ринку Черкаської області» захищена у 2002 році.
Викладач кафедри економічної теорії Державної академії житлово-комунального господарства.
Відповідальний секретар Вісника Київського університету в серії географія.
21 травня 2013 р. на засіданні спеціалізованої вченої ради Д26.001.07 у Київському національному університеті імені Тараса Шевченка відбувся захист на здобуття наукового ступеня доктора географічних наук із спеціальності 11.00.02 — економічна та соціальна географія дисертації за темою «Наукові засади формування конкурентоспроможності району: суспільно-географічне дослідження»
З жовтня 2020 року виконуючий обов'язки декана Географічного факультету Київського національного університету імені Тараса Шевченка.
27 січня 2021 року на конференції трудового колективу Сергія Запотоцького обрано деканом Географічного факультету Київського національного університету імені Тараса Шевченка.

## Наукові праці
Фахівець у галузі управління регіональних соціально-економічних процесів, економіки природокористування, питанням розвитку соціальної сфери, регіональних продовольчих ринків. Автор 35 наукових праць. Основні праці:
1. Регіональна економіка. Навчальний посібник / За ред. Я. Б. Олійника. — К.: КНТ, видавець Фурса С. Я. 2007, 2008 (у співавторстві).
2. Економіка природокористування: Навчально-методичний посібник для самостійного вивчення дисципліни. — К., 2008 (у співавторстві).
3. Управління використанням природних ресурсів: Навчально-методичний посібник для самостійного вивчення дисципліни. — К., 2008 (у співавторстві).